# Postboje

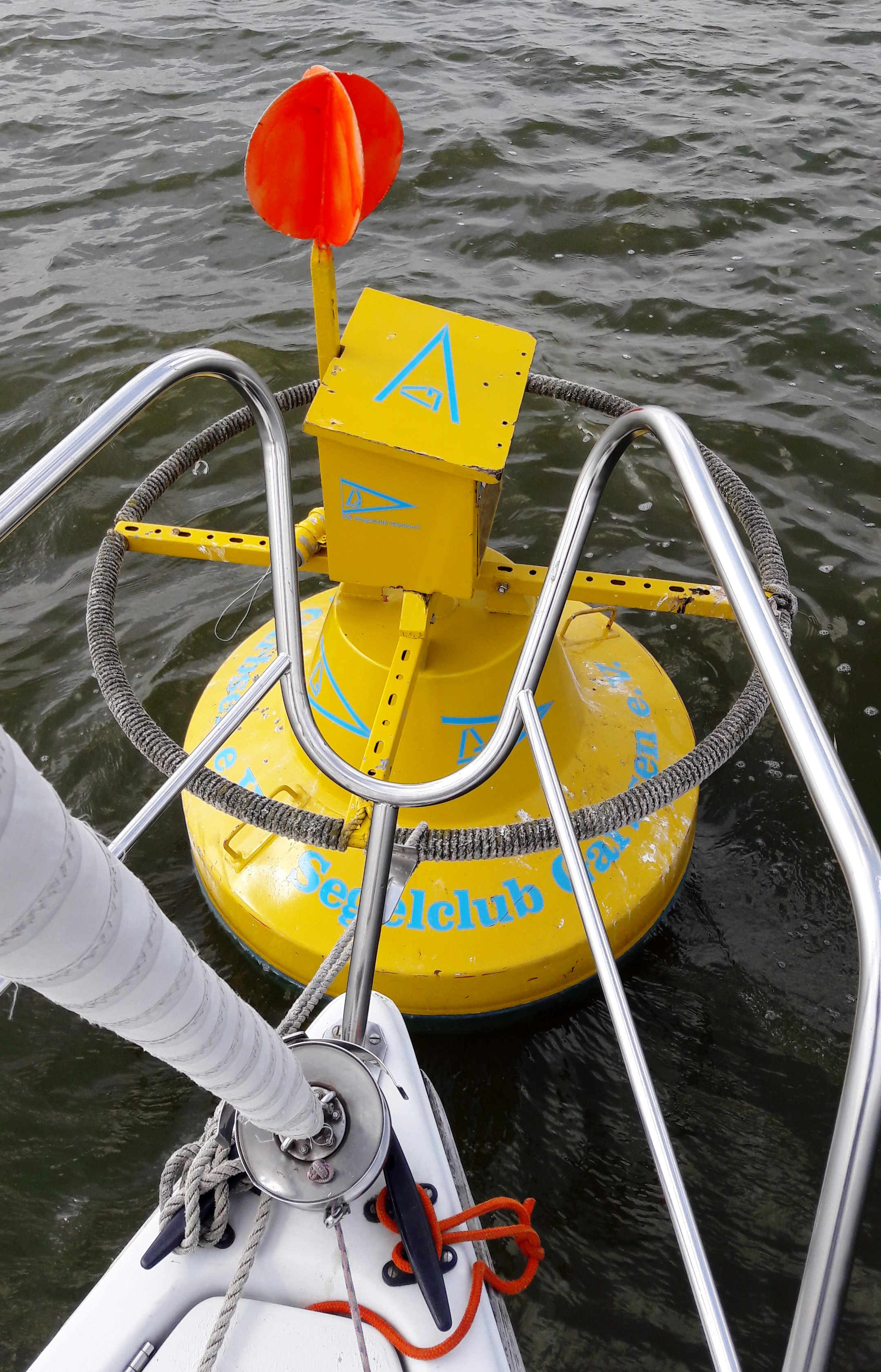
Postboje im Steinhuder Meer

Die Postboje (auch Posttonne) ist eine besondere Form des Briefkastens. Ähnlich wie dieser kann die Postboje zwei Funktionen haben: zum einen zum Empfang von Sendungen und zum anderen die eines zur Einlieferung bestimmten Postbriefkastens, der auf einer Boje angebracht ist. Das Besondere an der Postboje ist, dass sie nur per Wasserweg erreichbar ist. Sie dient hauptsächlich der touristischen Attraktion. Durch diese Seltenheit ist die Postboje auch gerne Gegenstand von Aprilscherzen oder Seemannsgarn.

## Geschichte

### Empfang
Seit 1882 gibt es auf dem Inselstaat Tonga die Tin Can Mail (= Blechdosenpost). Zwischen 1909 und 1955 gab es mit der Barrel Mail genannten Fasspost einen Vertrag, die Kokosinseln mit Post zu beliefern. Die Auslieferung übernahm die Orient Steam Navigation Company und ab 1917 die P&O Line.

### Versand
Seit 1991 betreibt der Segelclub Garbsen im Steinhuder Meer auf der Position 52° 29′ 34,9″ N, 9° 21′ 43,5″ O während der Segelsaison, von Anfang Mai bis Mitte September, eine private Postboje. Die eingelegten Sendungen werden mindestens zweimal wöchentlich – nach Zeitungsangaben jedoch seltener, in Wahrheit recht unregelmäßig – von Vereinsmitgliedern eingesammelt und der Post in Wunstorf zur Weiterbeförderung übergeben. Pro Jahr fallen ungefähr 2000 – nach Angaben des Segelclubs jedoch nur 1200 – Postsendungen an. Diese Postboje geht auf eine Idee zurück, die Gottfried Luchmann, der damalige Leiter der Segelschule des DHH am Steinhuder Meer, in der Saison 1964 entwickelt hat; diese Segelschule wurde jedoch 1987 aufgegeben.
Die erste amtliche Postboje der Deutschen Bundespost wurde am 24. Juni 1984 in der Kieler Förde ausgelegt. Grund war der Besuch der Delegierten des XIX. Weltpostkongresses, der in Hamburg tagte. Eine weitere amtliche Postboje gab es im Rahmen des 500. Geburtstags der Post 1990. Sie wurde aus Anlass des 801. Hafengeburtstags in Hamburg zwischen der Überseebrücke und Landungsbrücken enthüllt. Post, die von Seglern oder Barkassenfahrern eingeworfen wurde, bekam einen Sonderstempel.
Eine halbamtliche Postboje bietet die Feldpost der Bundeswehr bzw. der Deutschen Marine bei Veranstaltungen an, bei der diese ein Feldpostamt betreibt. Diese gab es beispielsweise auf der Hanse Sail 2008 bis 2011 (Marinestützpunkt Warnemünde) sowie auf der Kieler Woche 2010 (Marinestützpunkt Kiel).

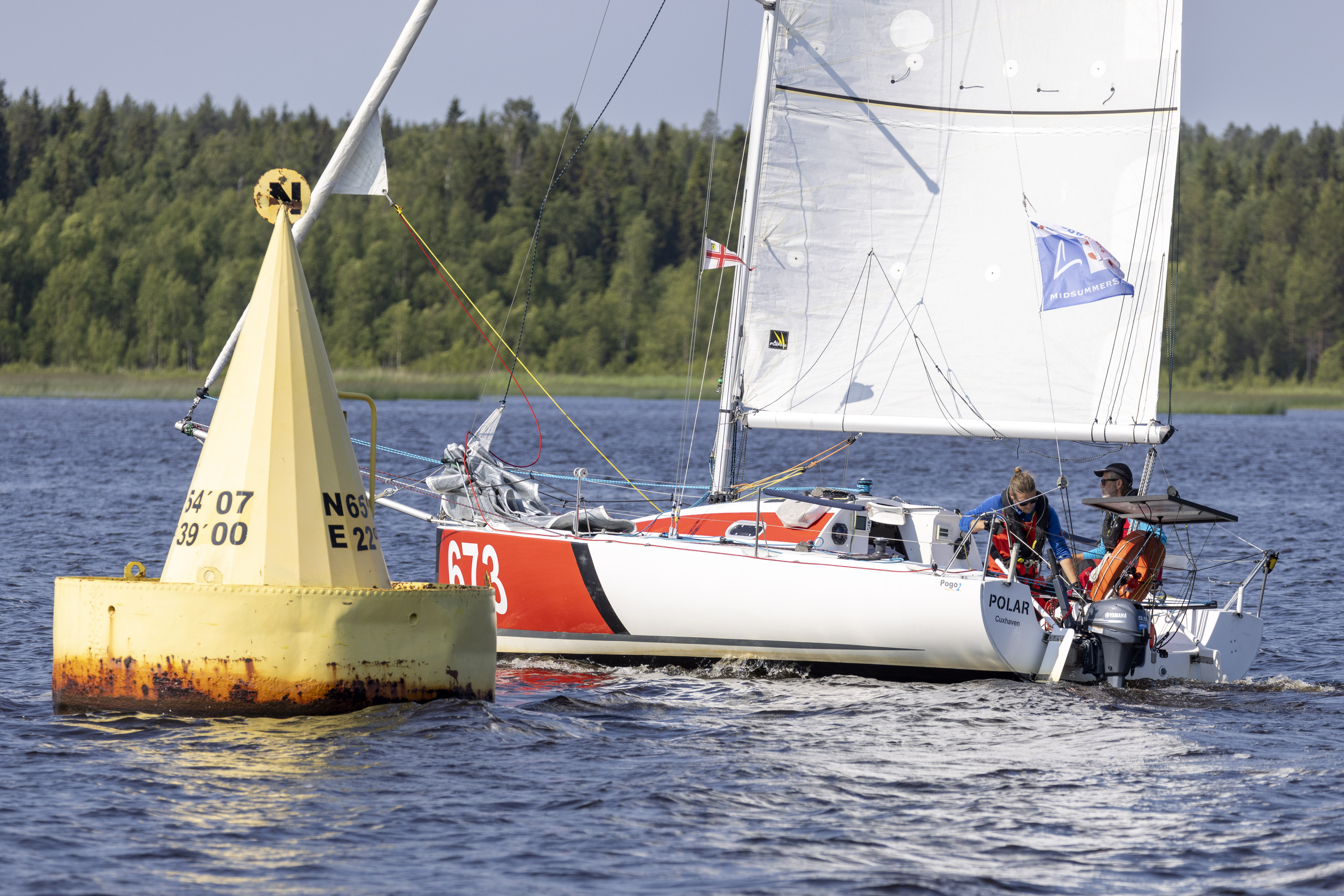
Posttonne von Törehamn

Die nördlichste Tonne der Ostsee ist die Posttonne von Törehamn.

## Namenspatenschaft
Die »Postboje für Seemannsfrauen« ist eine seit 1985 vom Verband der Seemannsfrauen erscheinende Zeitschrift.